# Algimantas Matulevičius
Algimantas Matulevičius (* 19. Januar 1948 in Prienai; † 31. Oktober 2024) war ein litauischer liberaler Politiker.

## Leben
Algimantas Matulevičius lernte in Šilavotas, Mačiūnai, an der Sekundarschule Liudvinavas in Liudvinavas sowie in Laurai. 1965 absolvierte er ein Studium am Polytechnikum Vilnius und wurde Technologe. Von 1967 bis 1969 leistete er den Sowjetarmeedienst. 1974 absolvierte er ein Diplomstudium an der Fakultät für Industriewirtschaft der Vilniaus valstybinis universitetas. Von 1981 bis 1991 war er Generaldirektor von „Neringa“. 1987 promovierte er in Wirtschaftswissenschaft. 1990–1993 leitete er den Litauischen Industriellenverband. Von 1992 bis 1993 war er Minister ohne Portefeuille in der 5. Regierung und von 2000 bis 2008 Mitglied im Seimas für den Wahlbezirk Utena. 
Von 1999 bis 2002 war er Mitglied der Lietuvos liberalų sąjunga und ab 2008 von Pilietinės demokratijos partija.
Der Journalist und Politiker Vytautas Matulevičius (* 1952) ist sein Bruder.

## Bibliografie
- Valstybės valdymo užkulisiai: politiko komentarai. - Vilnius: Algarvė, 2008. - 446 p. - ISBN 978-9955-871-08-8